# Pindi Bhattian
Pindi Bhattian (en ourdou : پِنڈى بهٹياں) est une ville pakistanaise, située dans le district d'Hafizabad, dans la province du Pendjab. Elle est la deuxième plus importante ville du district et capitale du tehsil du même nom.

## Géographie
La ville est à environ 109 kilomètres au nord-ouest de Lahore, capitale provinciale.

## Économie
La ville est connue pour être un lieu de jonction important d’autoroutes, puisque l'autoroute M-2 Islamabad-Lahore et l'autoroute M-3 Pindi Bhattian-Faisalabad s'y croisent à proximité. La ville est donc bien placée sur le nouveau réseau routier national.

## Démographie
La population de la ville a été multipliée par plus de cinq entre 1972 et 2017 selon les recensements officiels, passant de 11 687 habitants à 55 515. Entre 1998 et 2017, la croissance annuelle moyenne s'affiche à 3,3 %, bien supérieure à la moyenne nationale de 2,4 %. Selon le recensement de 2023, la population de la ville monte à 66 511 habitants.
|            | 1972 (rec.) | 1981 (rec.) | 1998 (rec.) | 2017 (rec.) | 2023 (rec.) |
| ---------- | ----------- | ----------- | ----------- | ----------- | ----------- |
| Population | 10 039      | 16 819      | 29 917      | 55 515      | 66 511      |